# Odranec
Odranec (německy Odranetz) je vesnice ležící v kraji Vysočina, v okrese Žďár nad Sázavou a spadá pod obec Věcov, od které leží asi 2 km západním směrem. Ke Odranci patří také samoty Hliníky a Chalupy, které se nachází jižně od vsi.

## Název
Jméno vesnice je zpodstatnělé přídavné jméno odraný, které vyjadřovalo buď místo se špatným počasím, kde vítr dere domy, úrodu a podobně, nebo místo odrané, tedy sešlé, chudobné.

## Historie
Ves Odranec byla založena na přelomu 14. a 15. století na území pánů z Pernštejna. První písemná zmínka o obci pochází z roku 1437. Od roku 1964 je Odranec součástí obce Věcov.
Dne 11. června 1619 spadly do obce a jejího blízkého okolí tři meteority. Ty byly poté vykopány a předány majiteli novoměstského panství Vilému Dubskému z Třebomyslic. V pozdější době však byly všechny ztraceny. O této události byla sepsána dobová reportáž a kramářská píseň. Do dnešních dnů ji ve vsi připomíná dřevěný obrázek umístěný na stromě na konci obce u silnice na Kuklík.

## Pamětihodnosti
V místní části Chalupy, před domem č. p. 24, se nachází památný strom javor klen. Obvod kmene je 490 cm, výška 24 m a odhadované stáří 280 let.

## Galerie

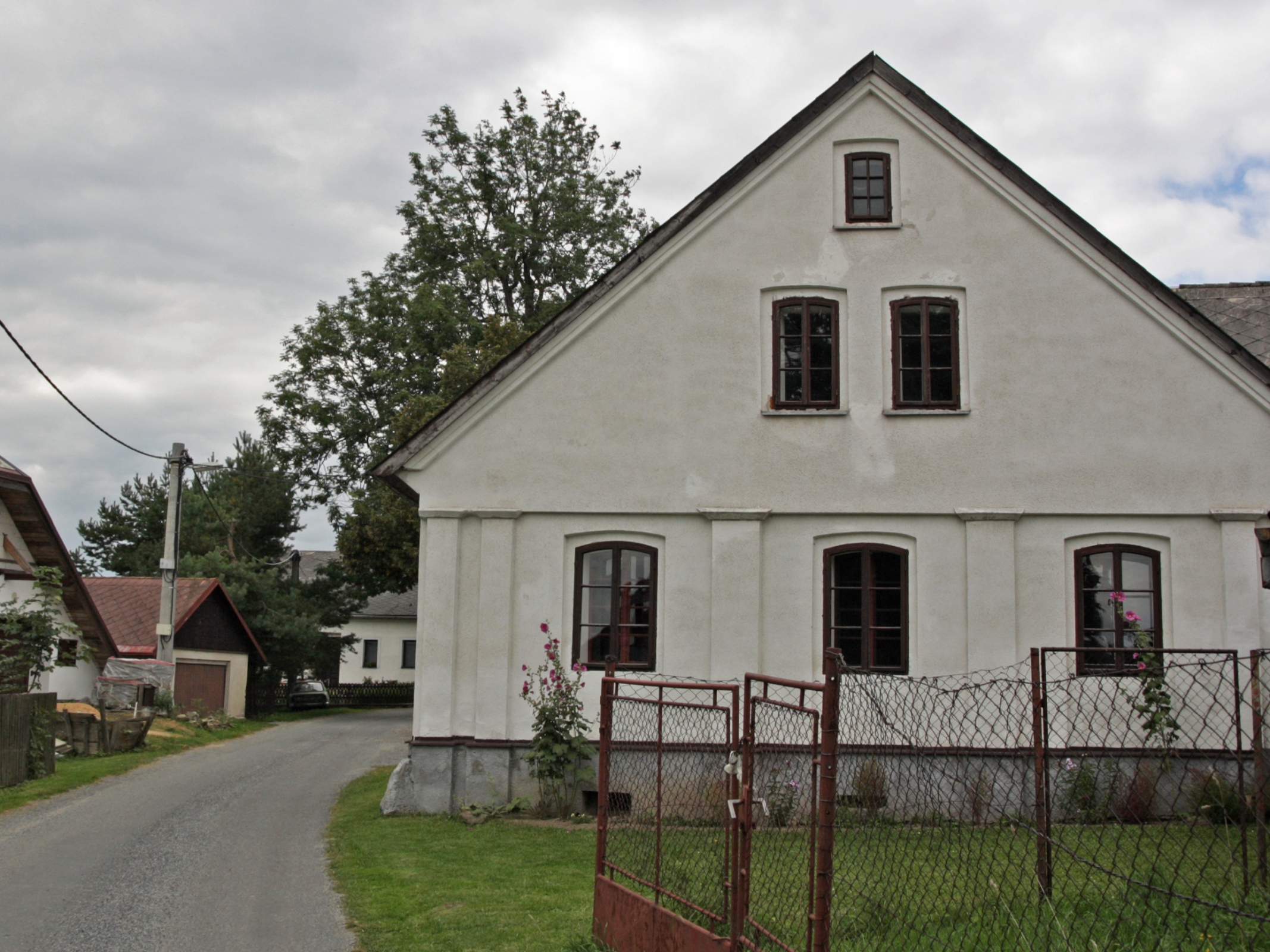
stavení na návsi
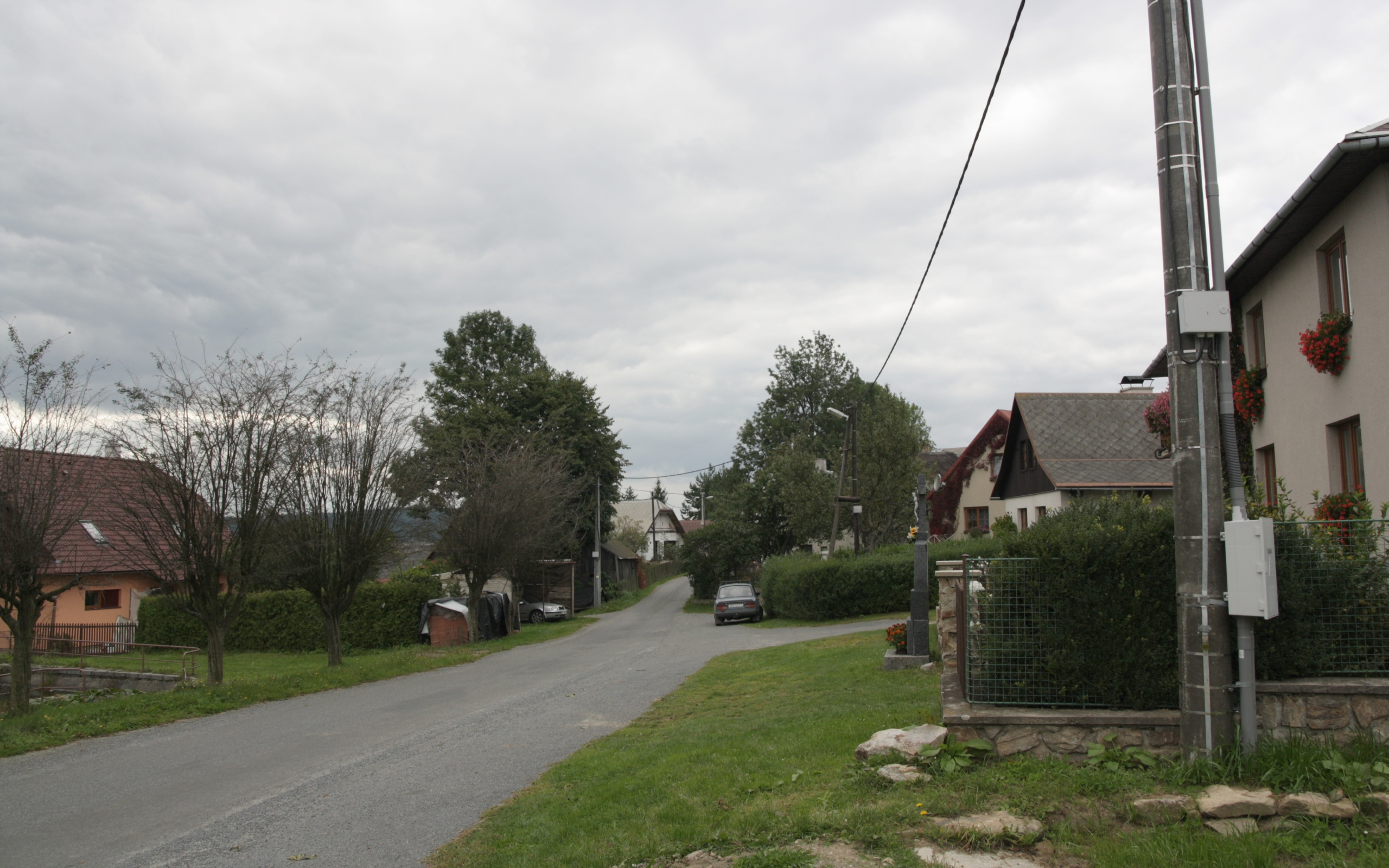
hlavní ulice
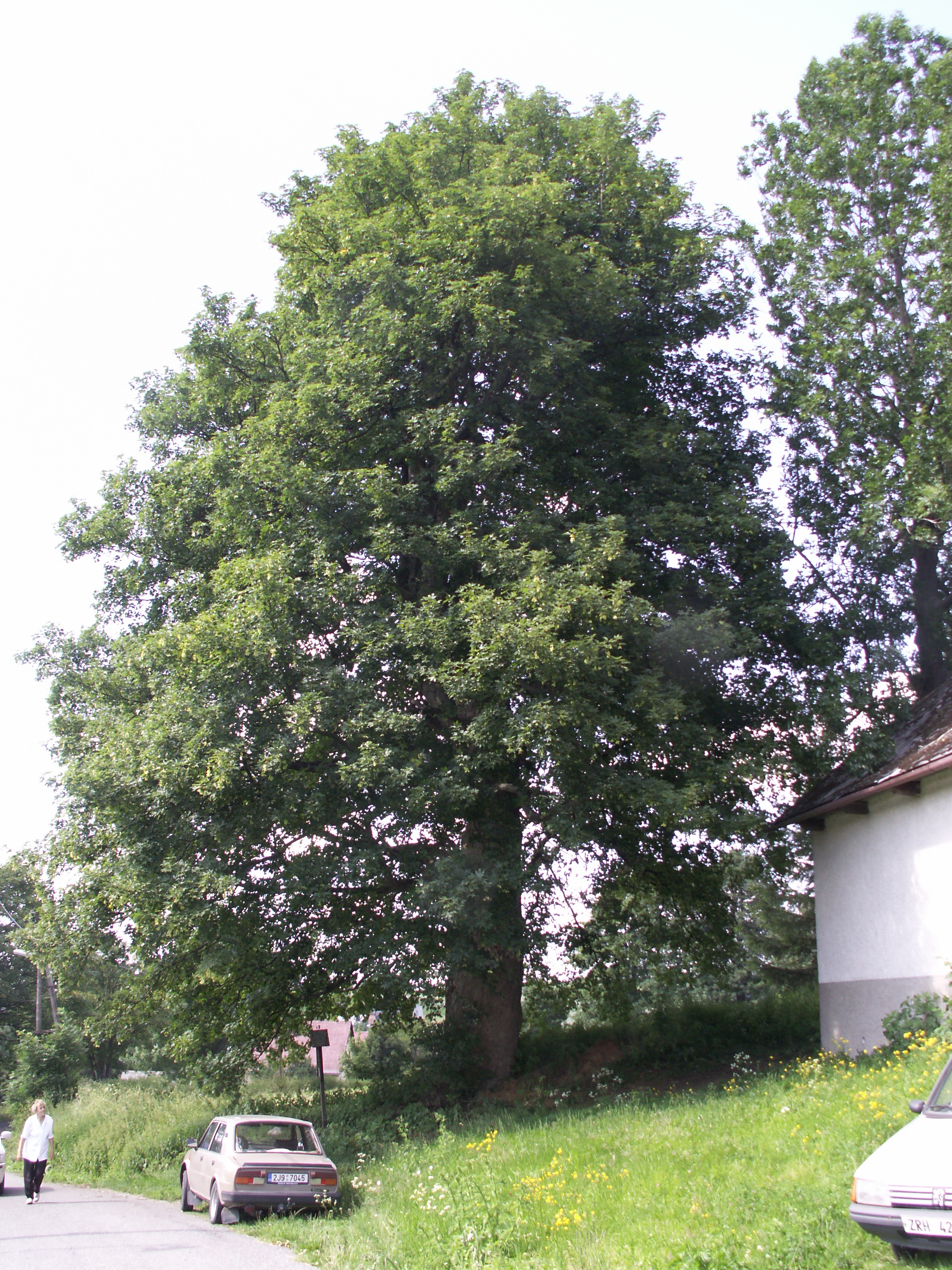
památný javor klen v místní části Chalupy